# Смолий, Валерий Андреевич
Вале́рий Андре́евич Смо́лий (укр. Валерій Андрі́йович Смолі́й; род. 1 января 1950, с. Авратин (ныне Волочисского района Хмельницкой области Украины) — советский историк-медиевист и украинский государственный деятель, вице-премьер-министр Украины (1997—1999). Директор Института истории Украины НАН Украины. Доктор исторических наук (1985). Академик НАН Украины (1995). Главный редактор научного Украинского исторического журнала (с 1995). Заслуженный деятель науки и техники Украины (1998). Лауреат Государственной премии Украины в области науки и техники (2001).

## Биография
Выпускник исторического факультета Каменец-Подольского педагогического института. В 1970—1972 годах — школьный педагог в Житомирской и Тернопольской областях, позже ассистент Нежинского педагогического института.
С 1972 года работает в Институте истории АН УССР (Институт истории Украины Национальной академии наук Украины). В 1974 году защитил кандидатскую диссертацию «Воссоединение Правобережной Украины с украинскими землями в составе Русского государства», в 1985 году — докторскую диссертацию «Общественное сознание участников народных движений Украины (вторая половина XVII—XVIII вв.)».
С 1986 — заведующий отделом, с 1991 — заместитель директора, а с декабря 1993 — директор Института. Член-корреспондент (1992), академик (1995) НАН Украины.
С 11 августа 1997 по 18 августа 1999 года — вице-премьер-министр Украины по гуманитарным вопросам в правительстве Валерия Пустовойтенко.
На выборах 2006 года — кандидат в народные депутаты Украины по списку Народного блока Литвина (номер 6 в списке).
На выборах 2012 года — кандидат в народные депутаты от Партии Регионов (номер 86 в списке).

## Семья
Жена — Смолий (Украинец) Наталья Петровна, дипломат, кандидат политических наук, заместитель председателя ГСК Украины (в браке с 2016 года).
Дети — Андрей (род. 1991) и Валерий (род. 2017).

## Научная деятельность
Специалист в области истории Украины эпохи Средневековья и раннего Нового времени, основатель современной медиевистической и новистической школ. Один из инициаторов восстановления археографической работы на Украине.
Область приоритетов научной деятельности В. Смолия — проблемы истории украинского казачества, национально-освободительной борьбы украинского народа, формирование общественного сознания украинского социума; становления национального этноса и самобытного развития его культуры; течения процесса государственного строительства на Украине в XVII—XVIII вв.; межгосударственных отношений в Центрально-Восточной Европе раннего Нового времени и места и роли в них украинского фактора. Главное место в его научном наследии занимают методологические работы.
Автор около 800 научных работ, в том числе, ряда школьных и университетских учебников и монографий. Инициатор создания 15-томной серии «Україна крізь віки», в 2001 году отмеченной Государственной премии Украины,
подготовки многотомной «Энциклопедии истории Украины», серии биографических очерков «Особистість і доба».
В. А. Смолий — главный редактор «Українського історичного журналу» (с 1995), сборников научных трудов:
- «Історіографічні дослідження в Україні»,
- «Ейдос. Альманах теорії та історії історичної науки»,
- «Регіональна історія України»,
- «Сторінки воєнної історії України»,
- «Україна в Центрально-Східній Європі: Студії з історії XIV—XVIII ст.»;
- «Зводу пам’яток історії та культури України» (в 28 томах);

Член редколлегии 50-томного издания произведений М. С. Грушевского, 5-томной «Історії української культури» и др.

## Награды
- Орден князя Ярослава Мудрого I ст. (2019)[2]
- Орден князя Ярослава Мудрого II ст. (30 декабря 2014 года) — за выдающийся личный вклад в развитие национальной науки, исследования исторического наследия Украинского народа, многолетнюю плодотворную научно-педагогическую деятельность[3]
- Орден князя Ярослава Мудрого III степени (2011), IV ст. (2004), V ст. (1999)
- Орден «За заслуги» I степени (2009), II ст. (2006)[4], Почётный знак отличия Президента Украины (1996)
- Великий офицер ордена Инфанта дона Энрике (Португалия, 16 апреля 1998)[5]
- Заслуженный деятель науки и техники Украины (1998)
- Государственная премия Украины в области науки и техники (2001).